# Got to Get You into My Life
«Got to Get You into My Life» (рус. Должен взять тебя в свою жизнь) — песня британской рок-группы The Beatles, написанная Полом Маккартни и выпущенная на седьмом студийном альбоме группы — Revolver (1966). В формате сингла песня была выпущена в 1976 году — спустя десятилетие после её первоначального выпуска и через шесть лет после распада The Beatles. Эта версия была выпущена как промосингл и вошла в сборник Rock ’n’ Roll Music. В том же году сингл достиг 7-го места в хит-параде Billboard Hot 100.

## О песне
Основную часть композиции написал Пол Маккартни, несмотря на то, что официально авторами песни указаны Леннон и Маккартни. Джон Леннон высоко ценил эту песню и в интервью 1980 года для журнала Playboy сказал, что в ней «Пол представлен в лучшем виде». Леннон также считал, что Маккартни выразил своё отношение к наркотическим веществам, которые в тот период играли особую роль в творчестве всей группы. На эту тему Леннон также высказался в одном из частных интервью:
Думаю, это одна из его лучших песен, потому что в ней отличные слова, — я тут ни при чём. Вот вам доказательство моих слов, что, когда Пол постарается, он тоже может писать стихи. Это почти описание того, как он однажды принял кислоту. Думаю, именно о ней идет речь. Поручиться я, конечно, не могу, но считаю, что в основе её именно это.
В интервью Барри Майлзу Пол признавался, что в тексте речь идёт о марихуане. В какой-то степени это подтверждается некоторыми строчками из песни: «I took a ride, I didn’t know what I would find there / Another road where maybe I could see some other kind of mind there» (рус. Мне нужно было проехаться, я не знал, что там найду. Другой путь, где может быть я увижу другое состояние ума).
Источником вдохновения для Маккартни послужила музыка соул, выпускавшаяся американскими фирмами грамзаписи Motown Records и Stax Records. Это влияние заметно в отношении вокальной линии (припев) и использованных при записи духовых инструментов. В высшей степени уверенная аранжировка чувствуется на протяжении всей песни, особенно в умышленном ограничении интенсивности духовых инструментов для создания слегка сюрреалистического оттенка их звучания.

## Участники записи
- Пол Маккартни — вокал, бас-гитара
- Джон Леннон — ритм-гитара, вокал
- Джордж Харрисон — соло-гитара, вокал
- Ринго Старр — барабаны, тамбурин
- Джордж Мартин — орган
- Эдди Торнтон — труба
- Иан Хэмер — труба
- Ле Кондон — труба
- Алан Брэнскомб — тенор-саксофон
- Питер Ко — тенор-саксофон

## Позиции в хит-парадах
Годовые  чарты:
| Хит-парад (1976)                    | Позиция |
| ----------------------------------- | ------- |
| Канада (RPM Year-End)               | 28      |
| США (Billboard Top Popular Singles) | 78      |

## Версия группы Earth, Wind & Fire
Одной из самых известных кавер-версий песни является версия американской фанк-группы Earth, Wind & Fire, выпустившей композицию также в формате сингла. Впервые песня вышла на альбоме The Best of Earth, Wind & Fire, Vol. 1. Версия в исполнении Earth, Wind & Fire достигла 1-го места в хит-параде Black Singles Chart и 9-го в хит-параде Billboard Hot 100 в США.
Песня принесла группе «Грэмми» в номинации «Лучшая инструментальная аранжировка в сопровождении вокалиста/ов», а также номинацию на премию «Грэмми» — «Лучшее вокальное поп исполнение дуэтом или группой», однако в последней номинации в тот год победила группа Bee Gees со своей песней «How Deep Is Your Love». В общей сложности было продано более миллиона копий пластинки «Got to Get You into My Life». Сингл получил сертификацию RIAA, завоевав «золотой» статус.

## Кавер-версии
Песню неоднократно перепевали другие исполнители, в том числе:
- Blood, Sweat & Tears
- Дайана Росс
- Дэниел Джонстон
- Мэтью Свит и Сюзанна Хоффс
- Том Джонс